# 国際女子競技大会
国際女子競技大会（こくさいじょしきょうぎたいかい、フランス語: Jeux mondiaux féminins, 英語: Women's World Games）は、初の女子陸上競技の世界大会である。
開催間隔はオリンピックと同様4年に1度であり、1922年から1934年までの間に4回開催された。オリンピックにおける女子スポーツの欠如を補完する目的で、アリス・ミリアと国際女子スポーツ連盟(FSFI)によって創設された。これは、スポーツにおける男女の平等に向けた重要な一歩だった。

## 背景
1900年以来、一部の競技で女性がオリンピックに参加することが許されていた（1900年パリ大会ではテニスとゴルフ、1904年セントルイス大会ではアーチェリー、1908年ロンドン大会ではアーチェリー・フィギュアスケート・テニス、1912年ストックホルム大会ではダイビング・水泳・テニス）。
1919年、ミリアは国際オリンピック委員会(IOC)および国際陸上競技連盟(IAAF)と、1924年パリオリンピックに女子の陸上競技を含めるよう協議を開始した。これが拒否されたことから、ミリアは「女子オリンピアード」(Women's Olympiad)と称する初の世界大会（1921年女子オリンピアード）をモンテカルロで開催し、同様の大会を1922年、1923年にもモンテカルロで開催した。1924年の女子オリンピアードはロンドンのスタンフォード・ブリッジで開催された。
1921年10月31日、ミリアは女子スポーツの国際大会を管轄し、オリンピックに広く女子スポーツを含めることを目的として国際女子スポーツ連盟(FSFI)を設立した。
1931年には欧州域内の女子スポーツの大会としてOlimpiadi della Graziaがイタリア・フィレンツェで開催された。

## 歴史
1924年パリオリンピックでの女子スポーツ競技の実施をIAAFが拒否したことを受けて、FSFIは1922年に初の女子オリンピック大会（フランス語: Jeux olympiques féminins, 英語: Women's Olympic Games）をパリで開催した。
IOCは、FSFIが大会名称に「オリンピック」という言葉を使ったことを非難した。協議の末、IOCとIAAFは、1928年アムステルダムオリンピックにおいて陸上競技に女子が参加することを認め、その代わりにミリアは大会名称を「国際女子競技大会」(Women's World Games)に変更した。アムステルダムオリンピックの陸上競技では女子の5種目（100m走、800m走、4×100mリレー、走高跳、円盤投）が行われた。
FSFIはこれを満足の行く物とは認めず、1930年にプラハで第3回大会、1934年にロンドンで第4回大会を開催した。
FSFIとIOC・IAAFとの間の長い議論の末、FSFIとIAAFの委員会との間で、FSFIによる記録をIAAFが全て公認すること引き換えに、全ての女子国際陸上競技大会はIAAFが管理するということで合意した。これにより、1938年にウィーンで開催される予定の第5回国際女子競技大会はIAAFの管理下で行われることとなった。1936年のIAAF総会では、FSFIの記録を公認することには合意したが、それ以外では、オリンピックのイベントを拡張したプログラムをIOCに提案し（IOCはこれを拒否した）、第5回国際女子競技大会の代わりに同年の第2回ヨーロッパ陸上競技選手権大会で女子の大会を実施することが採択された。FSFIはIAAFの決定を受け入れも拒否もせず、1938年に事業を中止した。

## 大会
予定されていた第5回大会の代わりにヨーロッパ陸上競技選手権大会で女子の大会が実施されたため、第4回が最後の大会となった。
| 回  | 年     | 開催都市   | 国               | 競技場                     | 月日       | 参加者      |
| --- | ------ | ---------- | ---------------- | -------------------------- | ---------- | ----------- |
| I   | 1922年 | パリ       | フランス         | ペルシャン競技場           | 8月20日    | 5カ国77人   |
| II  | 1926年 | ヨーテボリ | スウェーデン     | Slottsskogsvallen          | 8月27-29日 | 9カ国100人  |
| III | 1930年 | プラハ     | チェコスロバキア | レトナ・スタジアム         | 9月6-8日   | 17カ国200人 |
| IV  | 1934年 | ロンドン   | イギリス         | ホワイトシティ・スタジアム | 8月9-11日  | 19カ国200人 |